# 715

715(칠백십오)는 714보다 크고 716보다 작은 자연수다.

## 수학
- 합성수로, 그 약수는 1, 5, 11, 13, 55, 65, 143, 715다. 진약수의 합은 293이므로, 715는 부족수다.
- 94번째 쐐기수다. 앞의 쐐기수는 710, 다음 쐐기수는 730이다.
  - 28번째 홀수 쐐기수다. 앞의 홀수 쐐기수는 705, 다음 홀수 쐐기수는 741이다.
- 22번째 오각수다. 앞의 오각수는 651, 다음은 782이다.
- 13번째 십일각수다. 앞의 십일각수는 606, 다음은 833이다.
- 10번째 육각뿔수다. 앞의 육각뿔수는 525, 다음은 946이다.
- 10번째 오포체수이자, 가장 큰 세 자리 오포체수다. 앞의 오포체수는 495, 다음은 1001이다.
- {\displaystyle 12^{4}-1}은 715로 나누어떨어진다.

## 과학
- NGC 715: 고래자리 방향에 있는 나선은하.

## 교통

### 항공
- 일본항공 715편 추락 사고(일본어판, 영어판)

### 철도
- 일본국유철도 715계 전동차(일본어판)
- 서울 지하철 7호선 하계역의 역번호.

### 도로
- 715번 지방도: 전북특별자치도 순창군 쌍치면에서 김제시 금산면까지 이어지는 대한민국의 지방도.
- 현도 제715호선

## 군사
- 715 해군 항공대(영어판): 과거 존재한 영국의 해군 항공대.
- U-715(영어판): 제2차 세계 대전에 사용된 나치 독일의 군용 잠수함.

## 문화유산
- 대한민국의 보물 제715호: 김중만 초상

## 기타
- 날짜: 7월 15일
- 연도: 715년, 기원전 715년
- 715(영어판): 미국 캘리포니아주 로스앤젤레스에 있는 일식당.